# Ben Pon senior
Bernardus Marinus „Ben“ Pon senior (* 27. April 1904 in Amersfoort; † 15. Mai 1968 in Amstelveen) war ein niederländischer Geschäftsmann, dessen Unternehmen Pon's Automobielhandel im Jahr 1947 begann, VW-Käfer einzuführen. Er war somit der weltweit erste Importeur von Fahrzeugen des deutschen Volkswagen-Konzerns.

## Leben
Seit 1895 oder 1898 hatte Bens Vater Mijndert Pon einen Laden mit Nähmaschinen, Haushaltsartikeln und Tabakwaren am Arnhemseweg im niederländischen Amersfoort. Später kamen Opel-Fahrräder und Fahrräder mit Hilfsmotor dazu. Ab 1920 verkaufte Pon auch Opel- und Ford-Automobile sowie Continental-Reifen. 1931 machten die Brüder Ben und Wijnand Pon aus dem Unternehmen den Pon's Automobielhandel.

### Beziehung zu Volkswagen
Am 8. August 1947 wurde Pon Volkswagen-Generalimporteur für die Niederlande und bekam im Laufe des Jahres 1947 51 VW-Käfer aus Wolfsburg. 1948 wurde die Firma auch Importeur von Porsche-Fahrzeugen.
Ben Pon senior gab mit einem gezeichneten Entwurf den entscheidenden Anstoß zur Entwicklung des VW-Busses, gilt also als einer der Väter des VW Typ 2 „Bulli“.
1949 wurde der erste Käfer nach Amerika verschifft (bis 1960 sollten eine halbe Million folgen, zwei Jahre später waren es eine Million Beetles). Sicher ist, dass Ben Pon an diesem Erfolg als erster Exporteur via Niederlande in die USA nicht unerheblich beteiligt war. Unbelegt ist, dass er tatsächlich den ersten Käfer in den USA verkaufte, weil er seine Hotelrechnung nicht bezahlen konnte, nachdem er – wie in Der Käfer-Fahrer geschildert – auf der Suche nach einem Vertriebspartner nicht fündig wurde.
1971 wurde die Händlersparte des Unternehmens ausgegliedert und seitdem als Pon Dealer geführt. Nachdem 1974 auch Audi ein Pon-Partner wurde und das Unternehmen immer weiter wuchs, wurde 1980 die Pon Holdings von Ben Pon junior, einem von Pons Söhnen, ins Leben gerufen. Pon Holdings ist noch heute (2015) ein Familienunternehmen mit rund 13.000 Mitarbeitern.